# Datamatrix

Een datamatrix

Een datamatrix (Engels: data matrix) is een bepaald type tweedimensionale streepjescode. De informatie die opgeslagen is in een datamatrix kan zowel tekst als data bevatten. Normaal gesproken wordt er data opgeslagen tot twee kilobyte. 
Deze codes hebben langs de randen een vast patroon om de oriëntatie te kunnen bepalen: aan de onder- en linkerkant een ononderbroken lijn en aan de rechter- en bovenkant een stippellijn.
Voor het uitlezen van de datamatrix worden zogenaamde CCD-scanners gebruikt. Dit zijn scanners met een camerachip. De kosten voor een dergelijke scanner zijn in 2009 niet veel hoger dan voor de conventionele scanners.
De toepassing van de datamatrix is door de GS1 gestandaardiseerd. Zo staan er in de datamatrix gecodeerde data-elementen. Op deze wijze is het voor softwaremakers mogelijk om de datamatrix-code te scannen in hun applicaties en langs een vaststaande structuur te ontleden in de verschillende data-elementen. 
De farmaceutische fabrikanten verenigd in de Europese koepel EFPIA hebben zich uitgesproken om de GS1-datamatrix te gaan toepassen op farmaceutische producten. Hierdoor wordt het technisch mogelijk om de productgegevens direct te gaan koppelen aan de elektronische patiëntenkaart.
In verschillende Europese landen is anno 2009 wetgeving in de maak om ervoor te zorgen dat op ieder product een machinaal leesbaar chargenummer is aangebracht. 
Invoering zou een belangrijke stap worden in de verdere verbetering van de patiëntveiligheid.
De datamatrix is verwant aan de GS1-databar. De GS1-databar is ook een coderingstechniek die het mogelijk maakt om langs dezelfde codetabel als die van de datamatrix de verschillende data-elementen op te nemen in een uitgebreide barcode. De GS1-databar zal meer in de voedselindustrie en op retailproducten gebruikt gaan worden, zoals gedistribueerd door supermarkten en warenhuizen, en een uitbreiding worden van de Europese artikelnummering.

## Toepassingen
- Serienummers coderen
- Bagagelabel bij het inchecken van ruimbagage
- Opslag van artikelidentificatie, vervaldatum, chargenummer en of serienummer bij producten.